# Acrobolbus surculosus
Acrobolbus surculosus là một loài rêu tản trong họ Acrobolbaceae. Loài này được (Nees) Trevis. miêu tả khoa học lần đầu tiên năm 1877.